# Condado de McClain
El condado de McClain (en inglés: McClain County), fundado en 1907, es un condado del estado estadounidense de Oklahoma. En el año 2000 tenía una población de 27.740 habitantes con una densidad de población de 8 personas por km². La sede del condado es Purcell.

## Geografía
Según la oficina del censo el condado tiene una superficie total de 1502 km² (579,9 mi²), de los que 1476 km² (569,9 mi²) son tierra y 26 km² (10,0 mi²) (1,80 %) son agua.

### Condados adyacentes
- Condado de Cleveland - norte
- Condado de Pottawatomie - noreste
- Condado de Pontotoc - este
- Condado de Garvin - sur
- Condado de Grady - oeste

### Principales carreteras y autopistas
- Interestatal 35
- Interestatal 44
- U.S. Autopista 62
- U.S. Autopista 277
- Carretera Estatal 9

## Demografía
Según el censo del 2000 la renta per cápita media de los habitantes del condado era de 37.275 dólares y el ingreso medio de una familia era de 42.487 dólares. En el año 2000 los hombres tenían unos ingresos anuales 31.062 dólares frente a los 21.506 dólares que percibían las mujeres. El ingreso por habitante era de 18.158 dólares y alrededor de un 10,50% de la población estaba bajo el umbral de pobreza nacional.

## Ciudades y pueblos
- Blanchard
- Byars
- Cole
- Dibble
- Goldsby
- Newcastle
- Purcell
- Rosedale
- Washington
- Wayne